# Honfleur
Honfleur is een plaats in Frankrijk. Het ligt in Normandië, op de zuidelijke oever van de monding van de Seine tegenover Le Havre. Daar komt de Seine in het Kanaal uit.
Honfleur is bekend om zijn schilderachtige haven, gekenmerkt door huizen met voorgevels bedekt met leien. Het is dikwijls geschilderd, door Gustave Courbet, Eugène Boudin, Claude Monet en Johan Barthold Jongkind. De Sainte-Catherinekerk, waarvan de klokkentoren van het hoofdgebouw is gescheiden, is de grootste houten kerk in Frankrijk.

## Naamgeving en toponymie
Honfleur wordt door de tijd verschillend geschreven. Ze werd respectievelijk vermeld als Hunefleth in 1025, Hunefloth rond 1062, Honneflo in 1198, Honflue in 1246 en Honnefleu in de 15de eeuw. De benoemer fleur, voorheen fleu, komt vaak voor in Normandië: Barfleur, Vittefleur, Harfleur, Crémanfleur, Fiquefleur etc. en betekent "stroom, rivier die in zee loopt". De betekenis van fleur of fleu in die Normandische plaatsnamen staat vermeld in een document uit de 13e eeuw en verwijst daar naar de rivier de Lestre, die door de Contentin stroomt. Wetenschappers zijn er nog altijd niet uit of het deel fleur dan wel uit het Oudnoors, het Angelsaksisch of uit een mix van beide komt. Uit het Oudnoors zou het terugslaan op de stam flóđ die later tot flood evolueerde, of uit het Oudengelse flōd, die beide "waterweg, loop" betekenen. In het Oudengels heeft het een gelijke betekenis, namelijk "getijde, stroming". Fonetisch en semantisch kunnen die hypotheses echter geen indruk maken. Een tweede en aannemelijker uitleg van het deel fleur is dat van het Oudengelse flēot, "beek die naar de zee stroomt, monding" komt. Een andere, bijna analoge betekenis van flēot is "de loop van water, de stroming". Het Engelse suffix fleet is ook terug te vinden in Engelse plaatsnamen zoals Adingfleet, Marfleet, Ousefleet. In de 13de eeuw ontstaat er dan ook verwarring, want fleu "stroom" gaat dan in betekenis en vorm overlappen met de dialectische uitspraak en schrijfwijze van het Franse woord fleur "bloem". Zo komen we in de 16e eeuw dan aan Honfleur. Het voorvoegsel Hon- zou kunnen verwijzen naar een persoon: de Angelsaksische (voor)naam Huna of het Noorse Hunni. Het is ook mogelijk dat het Oudnoorse woord horn voor "hoek" hier werd gebruikt, temeer daar de rivier Claire in een hoek van 90° op de Seine uitloopt, maar er wordt getwijfeld aan deze interpretatie.

## Geschiedenis

### Oudheid
Caesar vermeldt al in zijn De Bello Gallico: Over veldtochten van de Romeinse legioenen in Gallia, de aanwezigheid van de Gallische stam de Lexovii in de omgeving van de Normandische kust ten zuiden van de Seine. Hun leefgebied werd in het noorden begrensd door de Kanaalkust, in het westen door de rivier de Dive, de rivier de Risle in het oosten en de heuvels van de Perche in het westen. Hun hoofdplaats heette tijdens de Romeinse overheersing Civitas Lexoviorum en komt nagenoeg overeen met het huidige Lisieux.
Zo'n drieduizend onder hen vocht onder het bevel van Vercingetorix in de slag bij Alesia in 52 v.Chr. Volgens Strabo, een Grieks geschiedkundige, vond er in die periode al een intensieve handel plaats in die streek, wijn en olie kwamen uit het Middellands Zeegebied enerzijds en leisteen en metalen zoals lood kwamen uit Groot-Brittannië. Het gebied waar de Lexovii heersten was tot in de vroege middeleeuwen een draaischijf voor handel tussen Groot-Brittannië en het vasteland.

### Middeleeuwen
De eerste officiële geschreven vermelding van Honfleur komt van Richard III, hertog van Normandië, in 1027. Het is zeker dat het een belangrijke transithaven was in de 12de eeuw, voor de oversteek van goederen uit Rouen en de rest van Frankrijk met bestemming Engeland. Van de 11de tot de 15de eeuw is de van oorsprong Gallo-Romeinse nederzetting uitgegroeid tot een belangrijke versterkte kustplaats. Door zijn geografische ligging aan de monding van de Seine was Honfleur niet alleen een vissershaven, maar ook een strategische belangrijke haven voor de verdediging van de Seinemonding. Deze laatste vormde de toegangspoort tot Frankrijk en was de kortste (water)weg naar Parijs, waar de koningen hof hielden.
Tijdens de Honderdjarige Oorlog (1316-1453) liet Karel V (1338-1380) het dorpje versterken, zodat de Engelsen de Seine niet zouden kunnen opvaren. Aan de overzijde van de Seine vervulde Harfleur een gelijkaardige functie. Honfleur werd gedurende de 14de en de 15de eeuw verschillende keren bezet door de Engelsen, om weer bevrijd te worden door Franse troepen. De Engelsen bezetten Honfleur in 1357 en daarna opnieuw van 1419 tot 1450. Tussendoor dient de haven als uitvalsbasis voor Franse overvallen op de Engelse kusten. Rond 1450 vernietigden ze grotendeels het stadje Sandwich in Kent, net na de terugtocht van de Engelsen uit Normandië nadat ze verslagen werden in Formigny. In dat plaatsje werden de Engelsen definitief verslagen door een alliantie van Bretoenen en Fransen. Het was de laatste veldslag van de Honderdjarige Oorlog.

### Nieuwe tijd
Vanaf het einde van de 15de eeuw tot in de 18de eeuw groeide Honfleur verder. Alle activiteiten stonden in het teken van de scheepsbouw, de maritieme handel en verre expedities, hoewel de rust zwaar verstoord werd tijdens de godsdienstoorlogen in de tweede helft van de 16de eeuw. In 1590 werd de stad ingenomen door Hendrik IV. Tegelijkertijd nam de stad deel aan de grote ontdekkingsreizen. Zo ontdekte Binot Paulmier de Gonneville in 1503 "een tropisch paradijs" waarvan men lang heeft gedacht dat hij Australië had ontdekt, maar achteraf bleek hij in Brazilië terechtgekomen te zijn. Jehan Denis nam in 1506 namens de Franse koning bezit van Labrador en Newfoundland en voer als een van de eersten de Saint Lawrence op, het binnenland van Canada in. Dit alles en meer maakten van Honfleur de belangrijkste stad van Frankrijk voor verkeer naar de Franse kolonies in de Nieuwe Wereld. De vele reizen van Samuel de Champlain vertrokken vanuit Honfleur, waarbij hij onder andere in 1608 Quebec stichtte. Honfleur is ook een tijdlang een piratennest geweest, vanwaaruit onder anderen Jean Doublet "in naam van de koning" buitenlandse koopvaardij aanviel. Honfleur knoopte uitstekende relaties aan met Canada, Louisiana, de Antillen, de Afrikaanse kusten en de Azoren, waardoor de handel floreerde en het ook een van de vijf voornaamste Franse havens werd voor de slavenhandel.
De stad groeide dermate dat een deel van de versterkingen op bevel van Colbert ontmanteld werd. Abraham Duquesne veranderde daarna het open haventje van weleer in een met een deur afgesloten dok, waarin het water ook bij laag tij bleef staan. Dit werk was voltooid in 1684. Het is dit "oude dok" (Vieux Bassin) waarop de huidige toeristische reputatie van Honfleur gebaseerd is. Een deel van de rijkdom van de stad werd toentertijd verzekerd door de verre visserij op kabeljauw bij Newfoundland en de handel in huiden. Zeelui als kapitein Morel-Beaulieu en de schouten-bij-nacht Hamelin en Motard uit Honfleur blonken uit tijdens de oorlogen van de Franse Revolutie en het Keizerrijk. Het verlies van de Franse kolonies in Amerika, de concurrentie van Le Havre, de oorlogen van de Franse Revolutie en van het Eerste Keizerrijk en de blokkade van het continent door de Engelsen veroorzaakten het verval van Honfleur. Het kon zich in de 19de eeuw slechts gedeeltelijk herstellen, dankzij de houthandel met Noord-Europa. Ook daaraan kwam een einde door de verzanding van de haven, die vandaag nochtans functioneel is, zij het eerder als verlengstuk van Rouen, waarvan het de voorhaven is.

### Nieuwste tijd
In de tweede helft van de 19e eeuw speelde de stad een grote rol bij het ontstaan van de Impressionistische schilderkunst. De uit Honfleur afkomstige schilder Eugène Boudin was een van de eersten om "en plein air" te gaan schilderen, en hij koos vaak de Normandische stranden als onderwerp. Vanwege het bijzondere licht kwamen ook zijn kunstbroeders als Monet, Jongkind, Courbet en anderen graag naar Honfleur, dat daarom wel de bakermat van het Impressionisme wordt genoemd.
In de Tweede Wereldoorlog bleef Honfleur merendeels gespaard voor oorlogsgeweld en bombardementen. De stad werd op 25 augustus 1944 bevrijd door de Brigade Piron van het Belgische leger.

## Toerisme en bezienswaardigheden

### Erfgoed

#### Civiel

##### De vissershaven
De pittoreske haven telt een 40-tal vaartuigen die dagelijks uitvaren langs de kust voor de aanvoer van verse vis. Specialiteit van Honfleur zijn zeevruchten als garnalen en van oktober tot april sint-jakobsschelpen. De garnaalvanger Sainte-Bernadette is een historisch monument en een van de vele oude, opgetuigde vaartuigen hier. Honfleur heeft in dezelfde havenkom een jachthaven. Richting Seine werden andere, grotere dokken aangelegd, terwijl Honfleur ook tussen 20 en 30 grote cruiseschepen per jaar ontvangt.

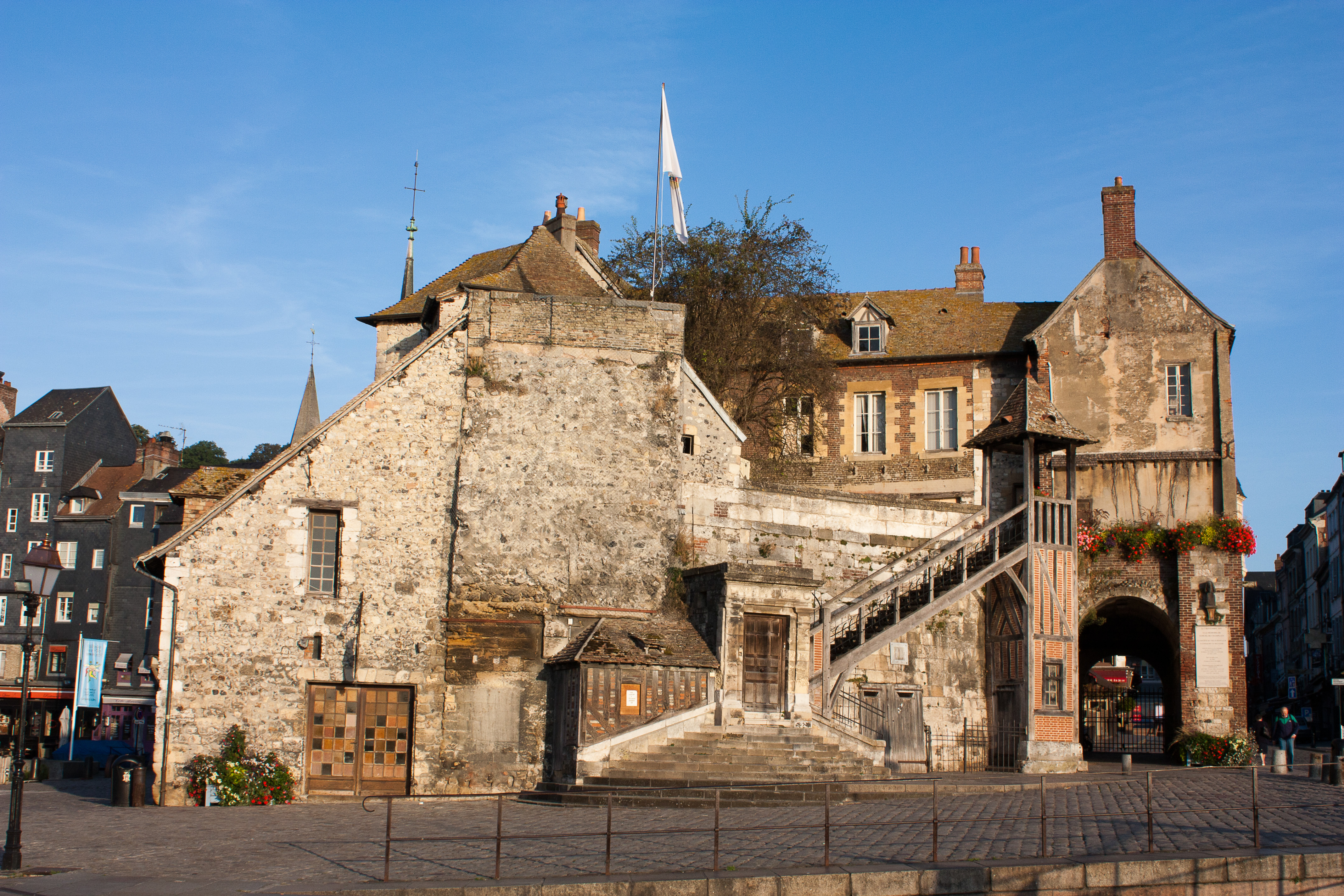
Lieutenance

##### Lieutenance
Op de funderingen van het vroegere kasteel van Honfleur werd in de 16de eeuw deze voormalige woning van de luitenant van de koning, de gouverneur van Honfleur, opgericht. Tussen de hoektorens van dit merkwaardig gebouw zit een van de twee vroegere toegangspoorten tot de stad gemetseld, de Porte de Caen. Aan het gebouw bevindt zich een herdenkingsplaat voor Samuel de Champlain, de Franse ontdekkingsreiziger. Voor het gebouw liggen verschillende oude sloepen en kotters aangemeerd.

##### Greniers à sel

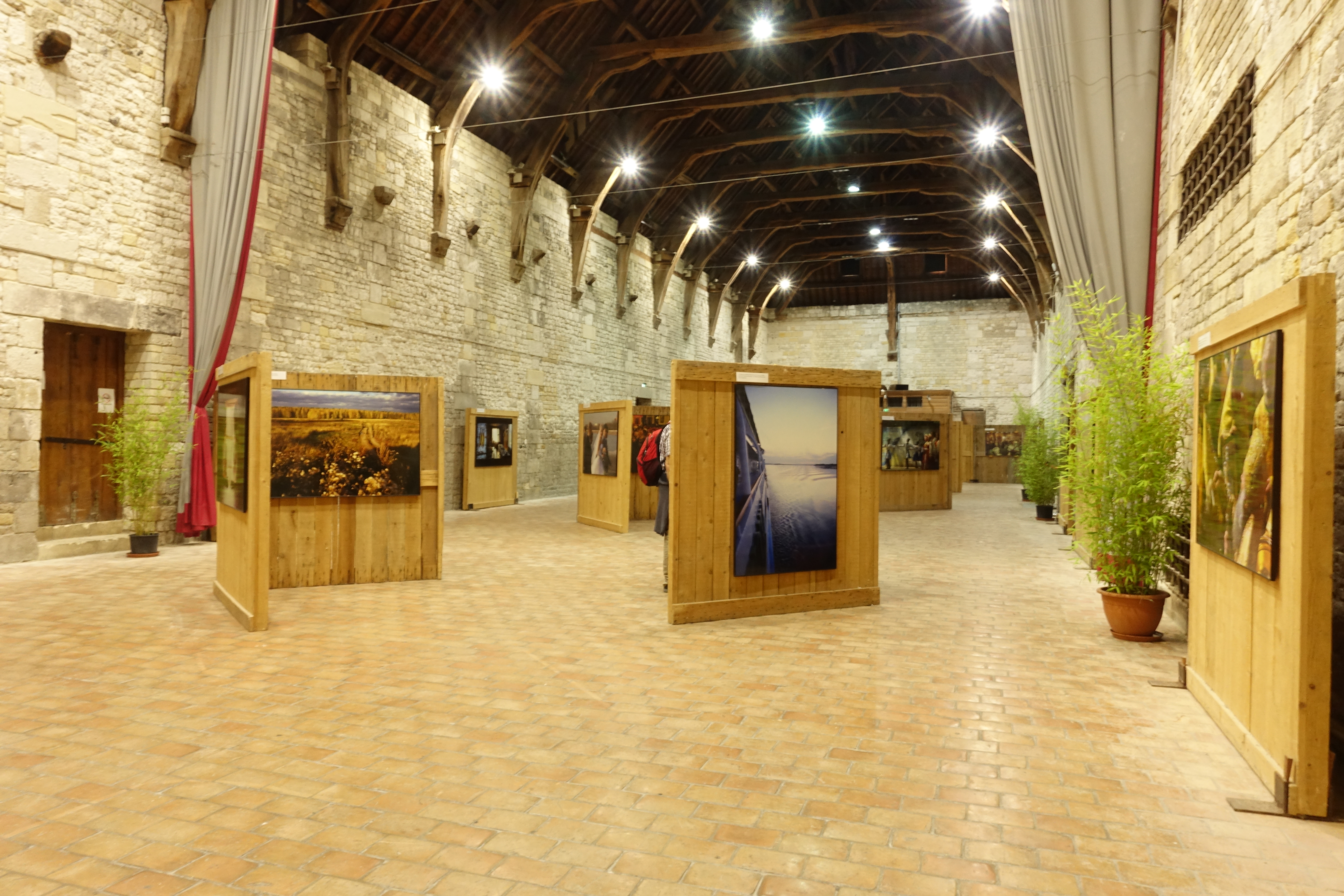
Zoutopslag, in 2018 gebruikt voor tijdelijke exposities.

De twee overblijvende zouthallen (de derde ging in 1892 in vlammen op) bevatten ooit 10.000 ton zout, dat diende om de vis te pekelen. Ze werden in de 17de eeuw gebouwd met restanten van de oude vestingmuren, met toestemming van Colbert. Het zout kwam vooral uit Brouage (Charente-Maritime). Ook hier verraadt de houten structuur dat de gebouwen gemaakt werden door scheepsbouwers. Deze opslagruimtes worden vandaag gebruikt voor het houden van seminaries, concerten en tentoonstellingen. Ze zijn ook geklasseerd als historisch monument.

##### Le vieux bassin

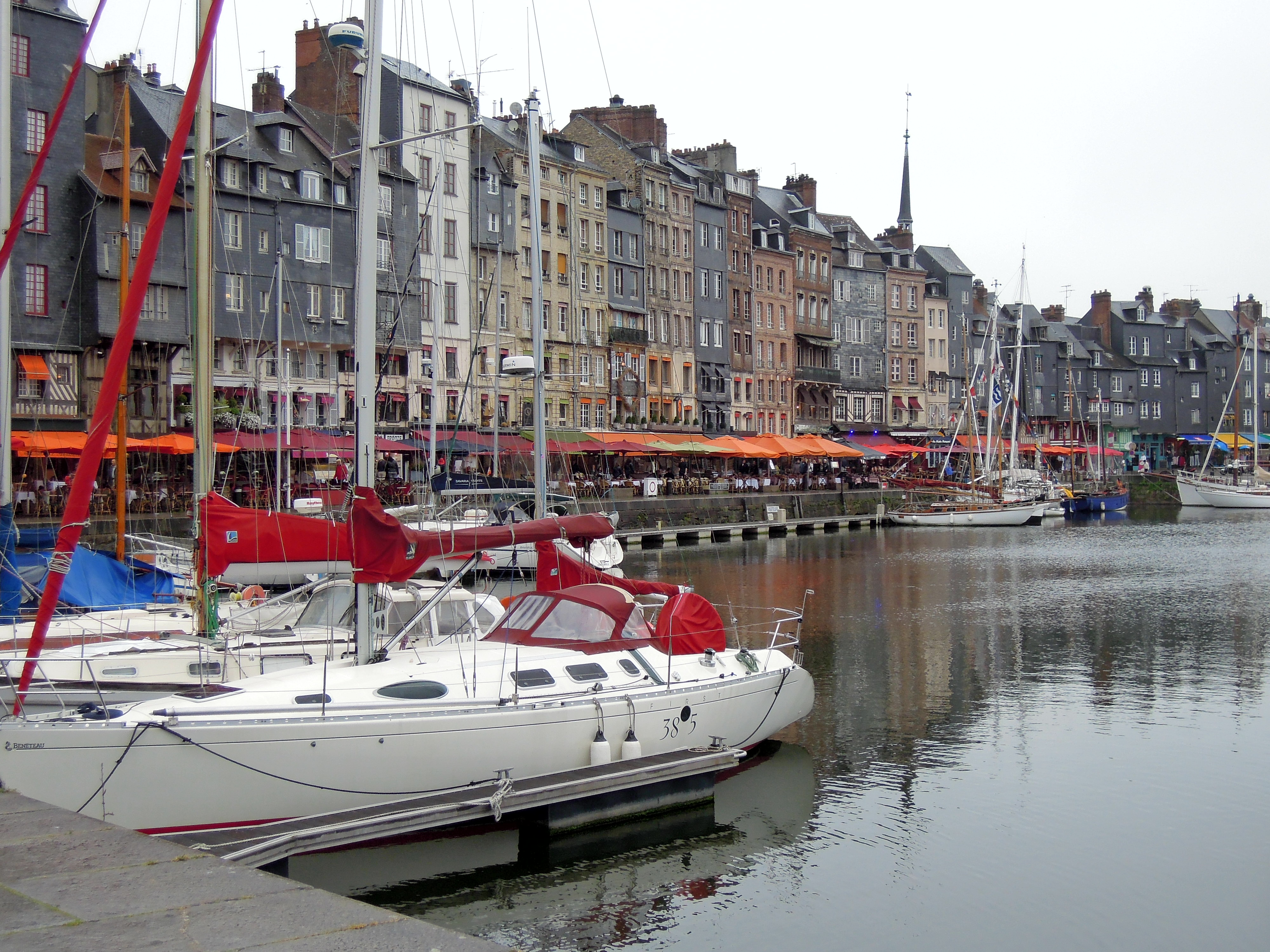
De binnenhaven

De oude havenkom is wellicht het meest markante herkenningspunt in Honfleur. Hij werd gebouwd door de Franse architect Duquesne in opdracht van Colbert. Hij bestaat uit een opeenvolging van hoge, smalle panden in steen met een uitspringende bovenverdieping, gesitueerd langs de Quai Sainte-Cathérine en Quai Saint-Étienne met uitzicht op de jacht- en vissershaven. Aan de havenkant hebben de meeste huizen, die zeven verdiepingen beslaan, een ingang op de begane grond en op de derde verdieping aan de achterkant een uitgang die toegang geeft tot de aanpalende straten. De daken zijn bedekt met leisteen.

##### Rue des Lingots
Dit is een van de meest typische straten van de stad. De straat is er geplaveid met kasseien en langs weerszijden zijn er authentieke vakwerkhuizen te bewonderen.

##### Sainte-Bernadette

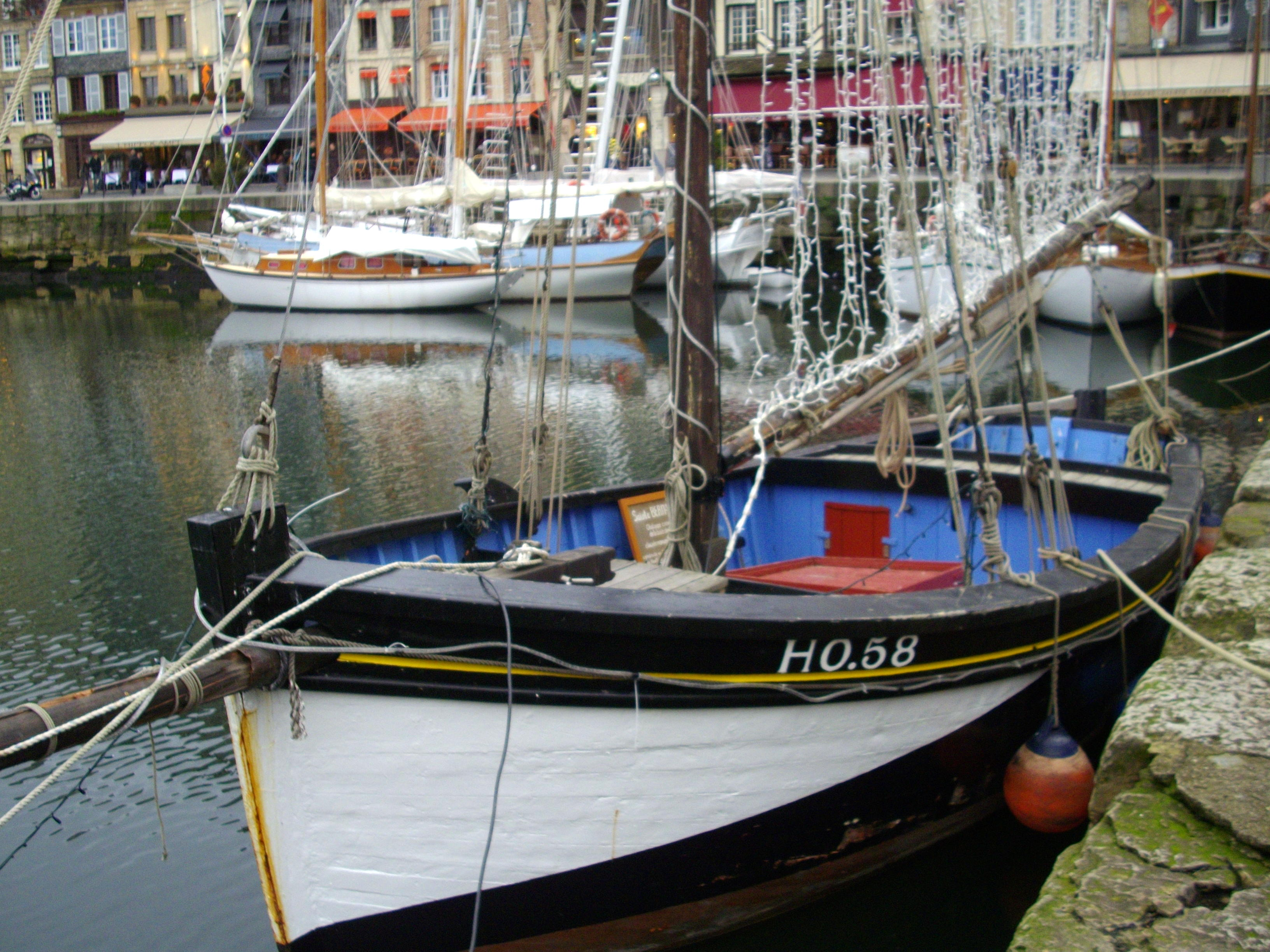
Sloep Sainte-Bernadette

Deze nog zeewaardige sloep ligt vlak bij de Lieutenance. Het is sinds 1984 een nationaal monument en wordt onderhouden door de vereniging "La Chaloupe d'Honfleur." Deze kotter werd gebruikt om op rivierkreeft te vissen.

##### Pont de Normandie
Dicht bij Honfleur meer naar het oosten ligt de Pont de Normandie, die de zuidelijke oever van de monding met Le Havre verbindt.

#### Religieus

##### Sainte-Catherine

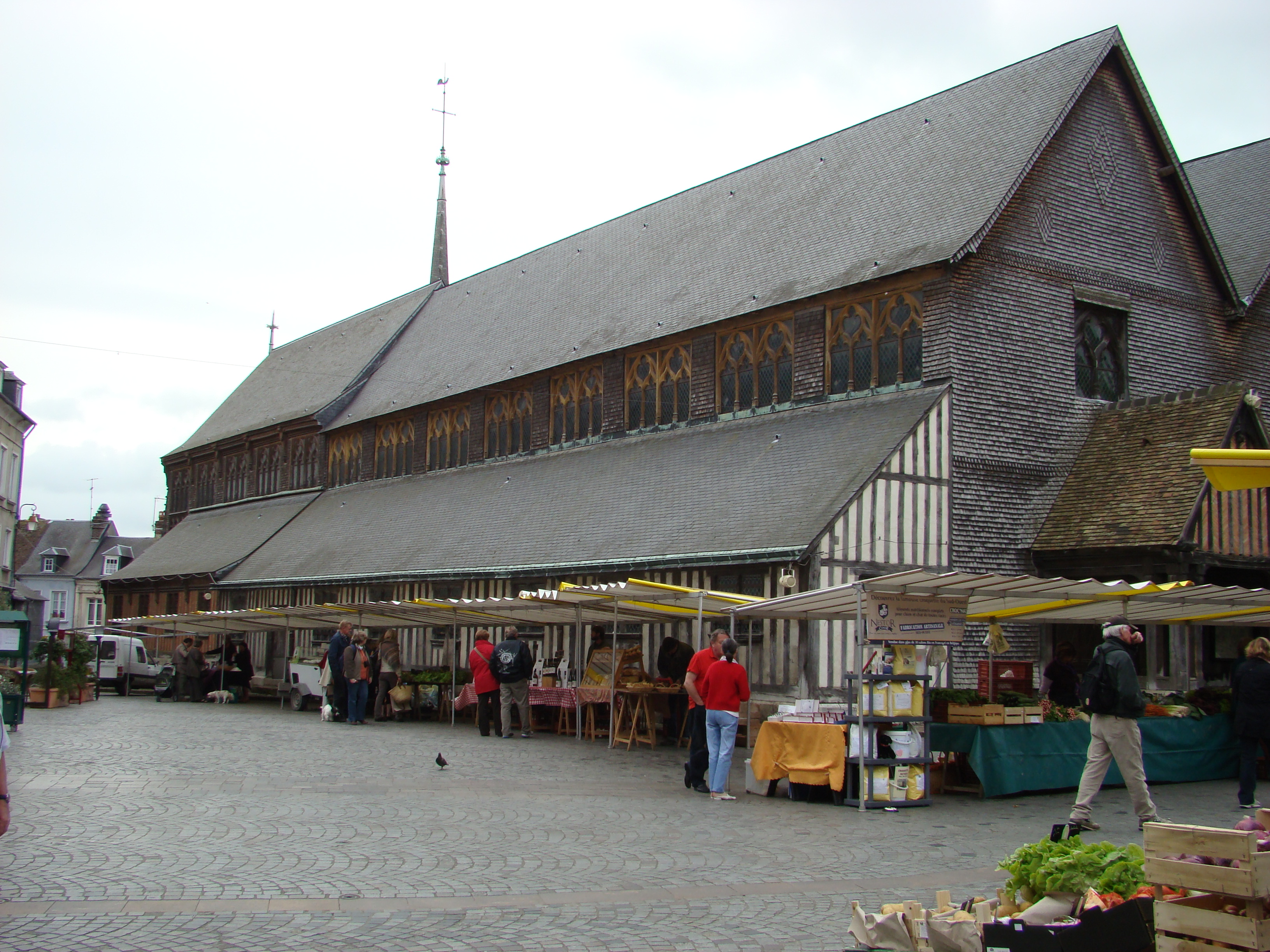
Het houten gebouw van de Sainte-Catherine

De Sainte-Catherinekerk is opgedragen aan de middeleeuwse heilige Catharina van Alexandrië wier miraculeuze lichaam zou ontdekt zijn op de Sinaïberg. Zij wordt boven de deur van de klokkentoren van Honfleur afgebeeld met een zwaard en het wiel, dat volgens de legende brak toen men er haar op wilde dood folteren. De oorspronkelijke kerk werd tijdens de Honderdjarige Oorlog vernield. In de 15de eeuw waren het de scheepstimmerlui die de kerk volledig reconstrueerden, maar die wel helemaal opnieuw in hout optrokken. De kerk werd gescheiden van de klokkentoren door een pleintje, om het overslaan van brand te voorkomen. Het eerste schip, uit de tweede helft van de 15de eeuw, net na de Honderdjarige Oorlog, lijkt op een omgekeerde romp van een boot. Het geheel toont gelijkenissen met een Noorse middeleeuwse staafkerk. Later werd de klokkentoren gebouwd en in de 16de eeuw volgde een tweede beuk, waarvan de koepel overeenkomt met de houten gewelfbouw van bescheiden gotische kerkjes. Het is een afgerond geheel dat qua structuur helemaal niets met de scheepsbouw te maken heeft. Dit geheel werd zonder enig gebruik van zagen afgewerkt, zoals hun voorouders de Vikings, en zoals afgebeeld op het beroemde tapijt van Bayeux. De steunbalken zijn van ongelijke hoogte omdat men niet altijd eiken vond van voldoende hoogte. Vandaar dat er enkele op een stenen sokkel staan. Het orgel dateert uit de 18de eeuw en komt uit de Saint-Vincentparochie in Rouen. Het geheel werd in het midden van de 19de eeuw grondig gerestaureerd door de Franse architect Viollet-Le-Duc en nog eens aangepast in de 20e eeuw. De klokkentoren en de kerk zijn apart te bezichtigen. Het is de grootste houten kerk van Frankrijk.

##### Saint-Léonard

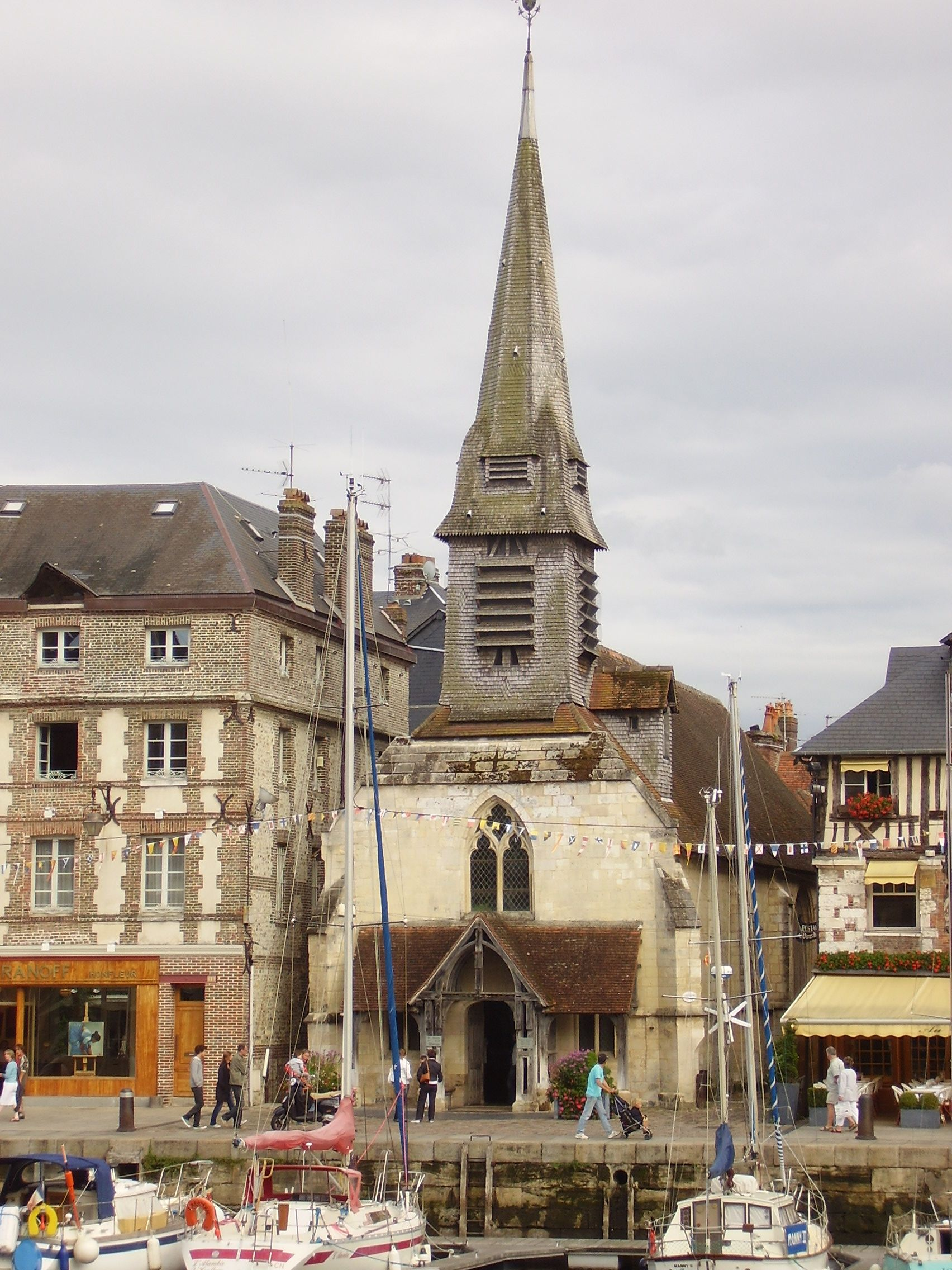
Saint-Étienne

De Saint-Léonardkerk, waarvan de eerste melding dateert van 1186, werd vernietigd door de Engelsen in 1357 en in 1419 en herbouwd na de Honderdjarige Oorlog en dient nog steeds als parochiekerk. De gevel is authentiek in flamboyante gotiek uitgevoerd, maar de rest van het gebouw werd in de 17de en 18de eeuw herbouwd. Uit deze tijd stamt de achthoekige klokkentoren met zijn koepelvormige bekroning. De binnenkant is helemaal versierd met muurschilderingen, zelfs op het houten gewelf met open structuur. De fonteinen en wasbekkens naast de kerk werden al in de 15de eeuw vermeld en maken deel uit van de renovatie van het plein door de Dienst van Toerisme.

##### Saint-Étienne
In deze voormalige kerk is nu het huidige Musée de la Marine gehuisvest. De kerk dateert uit de 14de eeuw en werd buiten gebruik gesteld tijdens de Franse Revolutie.

##### Chapelle de Notre-Dame-de-Grâce
Deze kapel staat op de Côte de Grâce, van waaraf er een goed uitzicht is over de baai van de Seine en Honfleur zelf. De heuvel en de kapel liggen 1,5 km van het centrum van Honfleur. Oorspronkelijk stond deze kapel op een klif. De oorsprong ervan is te vinden in de 11de eeuw. Robert, hertog van Normandië, bevond zich midden in een vreselijke storm op het Kanaal. Zijn schip bereikte veilig de overkant en als dank voor deze wonderbaarlijke redding besloot hij drie kapellen te bouwen ter ere van de Heilige Maagd. Een in Harfleur, een in Caen en een derde op deze heuvel, vlak buiten Honfleur. De kapel stortte tijdens een storm in 1538 met klif en al in zee. Een beeld van Maria en wat stenen en dakpannen bleven onaangeroerd. In het begin van de 17de eeuw werd de kapel herbouwd op zo'n 200 meter van de klif die in zee was gestort. Sindsdien is het een bedevaartsoord voor passagiers en zeelui die ongehavend uit stormen en rampen op zee komen. Voor hun redding bedanken ze de Heilige Maagd in deze kapel met het branden van kaarsen en ex voto's.

### Musea

#### Stedelijke musea

##### Musée d'Ethnographie et d'arts populaires
In dit heemkundig museum worden in negen kamers originele Normandische interieurs getoond (waaronder dat van een vissershuis). Meubelen, aardewerk en andere dagelijkse gebruiksvoorwerpen worden hier getoond. Op de binnenplaats van dit museum staat ook een oude waterput. Daarnaast is een gevangenis met cellen uit die tijd te bezoeken. Het bezoek kan afgerond worden met een kijkje in een garen-en-bandwinkeltje uit de 19de eeuw dat allerlei snuisterijen verkoopt.

##### Musée de la Marine
Het Musée de la Marine is ondergebracht aan het Vieux-Bassin in de 14de-eeuwse kerk van Saint-Étienne, het oudste kerkje van Honfleur. Het museum bezit een schat aan voorwerpen uit de rijke maritieme geschiedenis van Honfleur: scheepsmodellen, zeekaarten, gravures en een heus duikerspak. Het museum behandelt 15 verschillende thema's in verband met het leven op zee en aan de wal. Ook de ontdekking en kolonisatie van de nieuwe wereld komen aan bod.

### Religieuze gebouwen met museale nevenfunctie

#### Privémusea

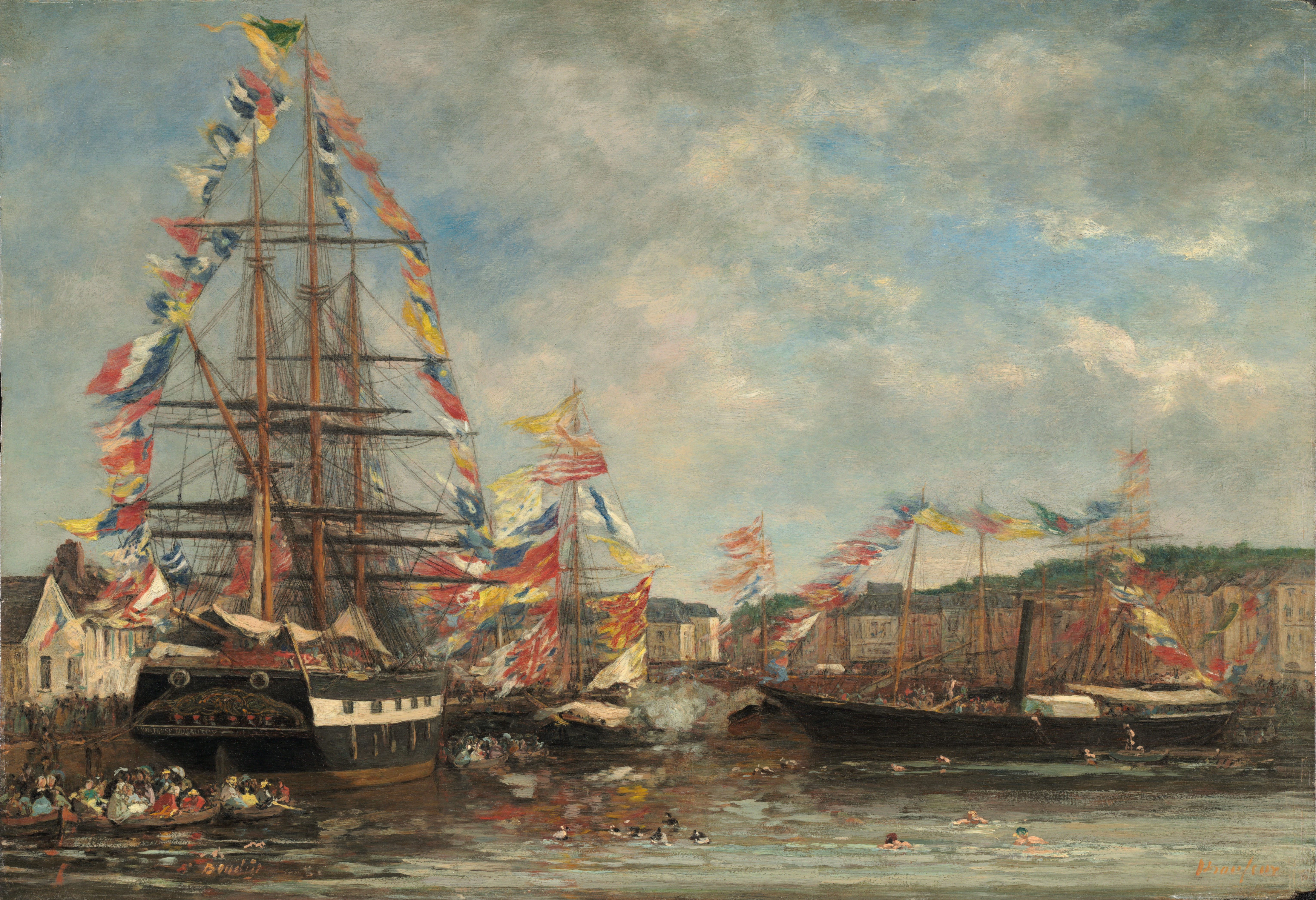
Festival in de Haven van Honfleur, door Eugène Boudin. Dit schilderij bevindt zich in Engeland.

##### Musée Eugène-Boudin
Eugène Boudin is voor de schilderkunst en voor de ontwikkeling van het toerisme in Honfleur belangrijk. Deze lokale creatieveling richtte aan het einde van de 19de eeuw de artistieke kring Les rencontres de saint-Simeon - de naam Saint-Siméon verwijst naar de herberg die diende als ontmoetingsplaats van de kunstenaars - op, waar allerlei kunstenaars, zoals de schrijver Baudelaire en schilder Courbet, hun ideeën konden uitwisselen. Museum Eugène Boudin werd in 1868 geopend door Alexandre Dubourg en Eugène Boudin zelf, opdat hier schilders zouden kunnen tentoonstellen die hun inspiratie uit de regio haalden. Het museum bezit een zeer complete verzameling pre-impressionistische kunst van schilders die ooit in Honfleur hebben gewerkt (zoals ook Monet). Boudin was de eerste Franse schilder die zijn landschappen ter plaatse in de buitenlucht schilderde. Hij was nauw bevriend met onder anderen Claude Monet en reisde heel Europa rond.
Eerst vond het museum onderdak in het stadhuis. In 1924 verhuisde het naar zijn huidige locatie, de kapel van het voormalige augustijnenklooster. In 1974 kwam er een nieuw, modern gebouw van drie verdiepingen. In 1988 volgde nog een aanpalend gerenoveerd herenhuis, zodat deze drie gebouwen de ganse collectie van het museum herbergen. Het museum heeft zeven thematische zalen, verspreid over drie verdiepingen. De collectie Désiré-Louveau op de eerste verdieping toont een volkskundige verzameling van kledingstukken, kanten poppen uit Normandië. De meest bezochte zaal is gewijd aan Eugène Boudin en zijn tijdgenoten en toont onder meer werken van zijn kunstenaarsvrienden. Het is ook een thematische rondleiding, die leidt van de romantiek via het symbolisme naar het vroeg-impressionisme (Mozin, Monet, Courbet, Cals). Een deel van de zaal is gereserveerd voor de werken van Boudin zelf, er hangen zo'n 92 etsen, voorstudies en doeken.

##### Les Maisons Satie

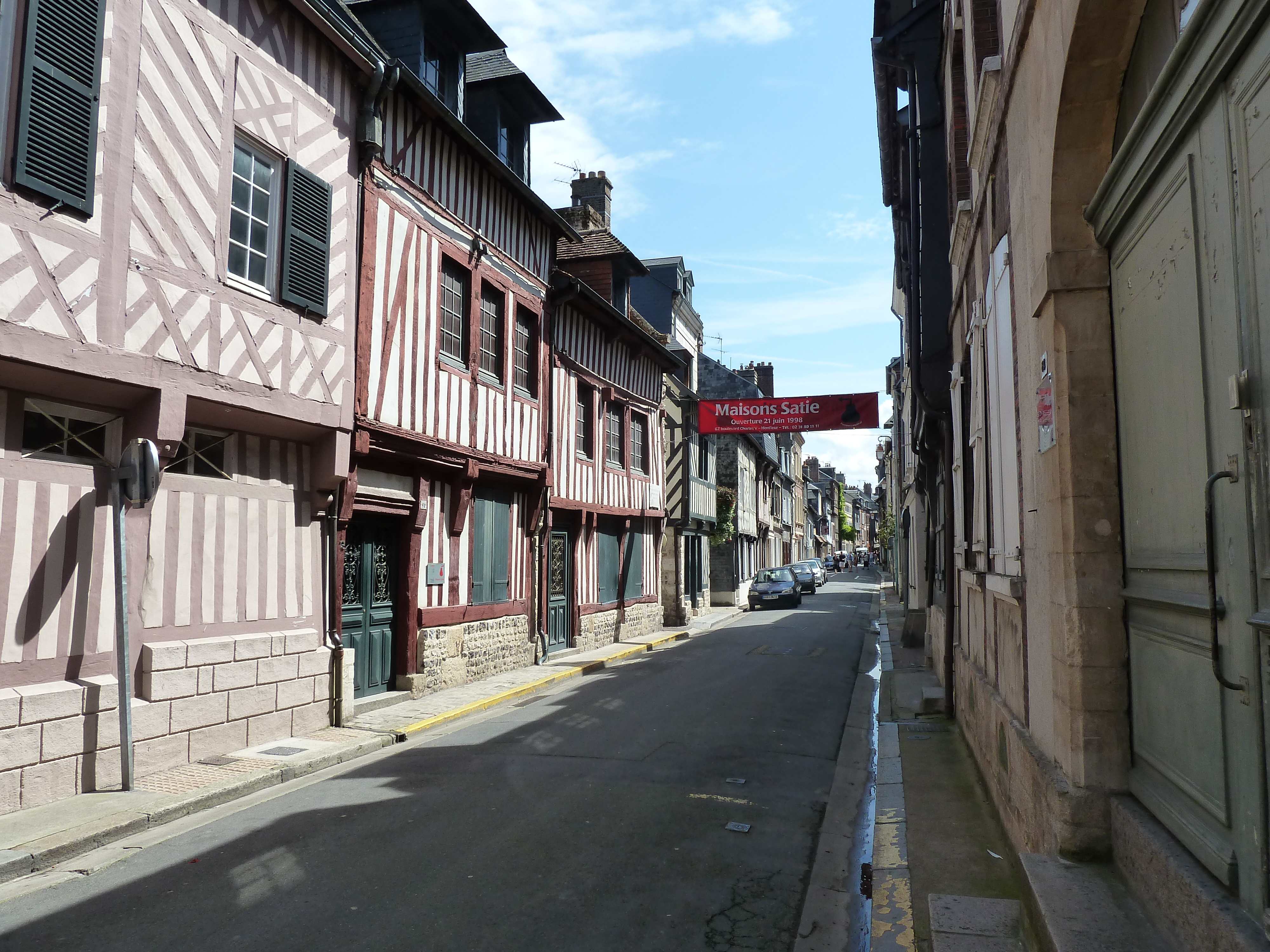
Geboortehuis van Satie

Dit museum bevindt zich in het geboortehuis van de Franse componist Erik Satie, 1866. Dit museum opende zijn deuren in 1998. De bezoeker wandelt door het leven van de componist via een multimediaal voorstelling. Zo kan de bezoeker kennismaken met de man, zijn muziek en zijn tijdgenoten. Sinds 2004 is er ook een expositieruimte met tekeningen en etsen van zijn vrienden en tijdgenoten zoals Derain en Cocteau.

## Cultuur en ontspanning

### Markten
- De zaterdagmarkt van Honfleur
- De biomarkt

### Gastronomie

#### Evenementen
- Fête des Marins
- Fête de la Crevette
- Festival du cinema Russe
- Jazz aux Greniers

### Parken
- Jardin des personnalités

Dit is een openluchtmuseum in een park van ongeveer 10 ha met zicht op de monding van de Seine. In de tuin voert een wandeling langs verschillende stand- en borstbeelden. Deze beelden stellen bekende inwoners van Honfleur voor en personen die bijgedragen hebben tot de geschiedenis en uitstraling van Honfleur.
- Naturospace

## Demografie
Honfleur telde op 1 januari 2022 6.751 inwoners.
Onderstaande figuur toont het verloop van het inwonertal, bron: INSEE-tellingen.
Vanwege een beveiligingsprobleem met de MediaWiki Graph-software is het momenteel niet mogelijk deze grafiek weer te geven. Zodra de software is bijgewerkt zal de grafiek vanzelf weer zichtbaar worden.

## Geografie
Honfleur ligt aan het estuarium van de Seine, op de zuidelijke oever. De oppervlakte van Honfleur bedroeg op 1 januari 2022 13,67 vierkante kilometer; de bevolkingsdichtheid was toen 493,9 inwoners per km².
De onderstaande kaart toont de ligging van Honfleur met de belangrijkste infrastructuur en aangrenzende gemeenten.

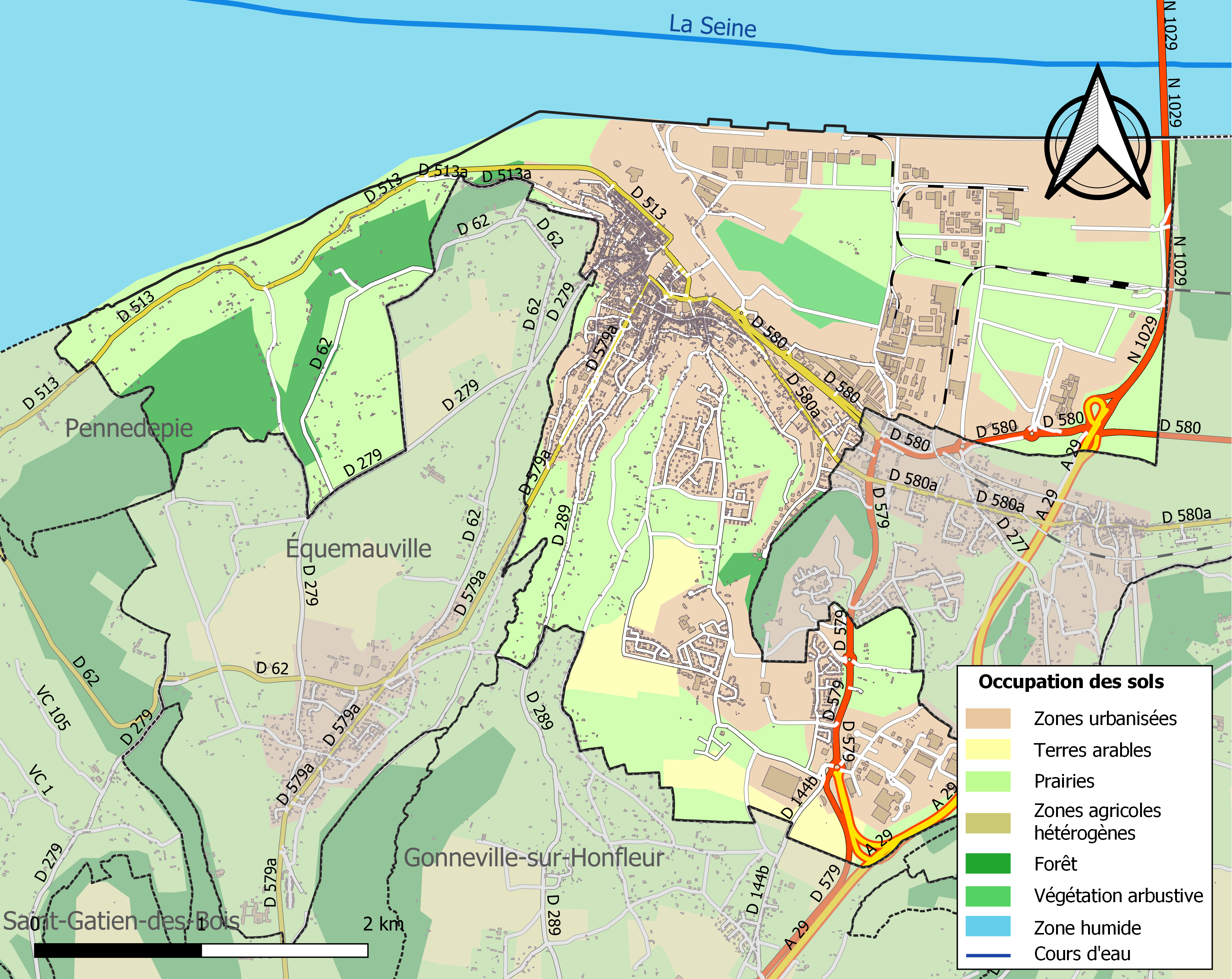

## Stedenbanden
Honfleur heeft een samenwerkingsverband met:
- Burlington, sinds 2014[2]
- Sandwich sinds 1959
- Wörth am Main sinds 2006
- Honfleur (Canada) sinds 2009

## Geboren in Honfleur
- Alexandre Exquemelin (±1645-±1707), zeerover-schrijver uit de 17e eeuw
- Eugène Boudin (1824-1898), kunstschilder
- Albert Sorel (1842-1906), historicus en academicus
- Alphonse Allais (1854-1905), schrijver en humorist
- Henri de Régnier (1864-1936), symbolistisch dichter
- Erik Satie (1866-1925), componist en pianist

## Galerij

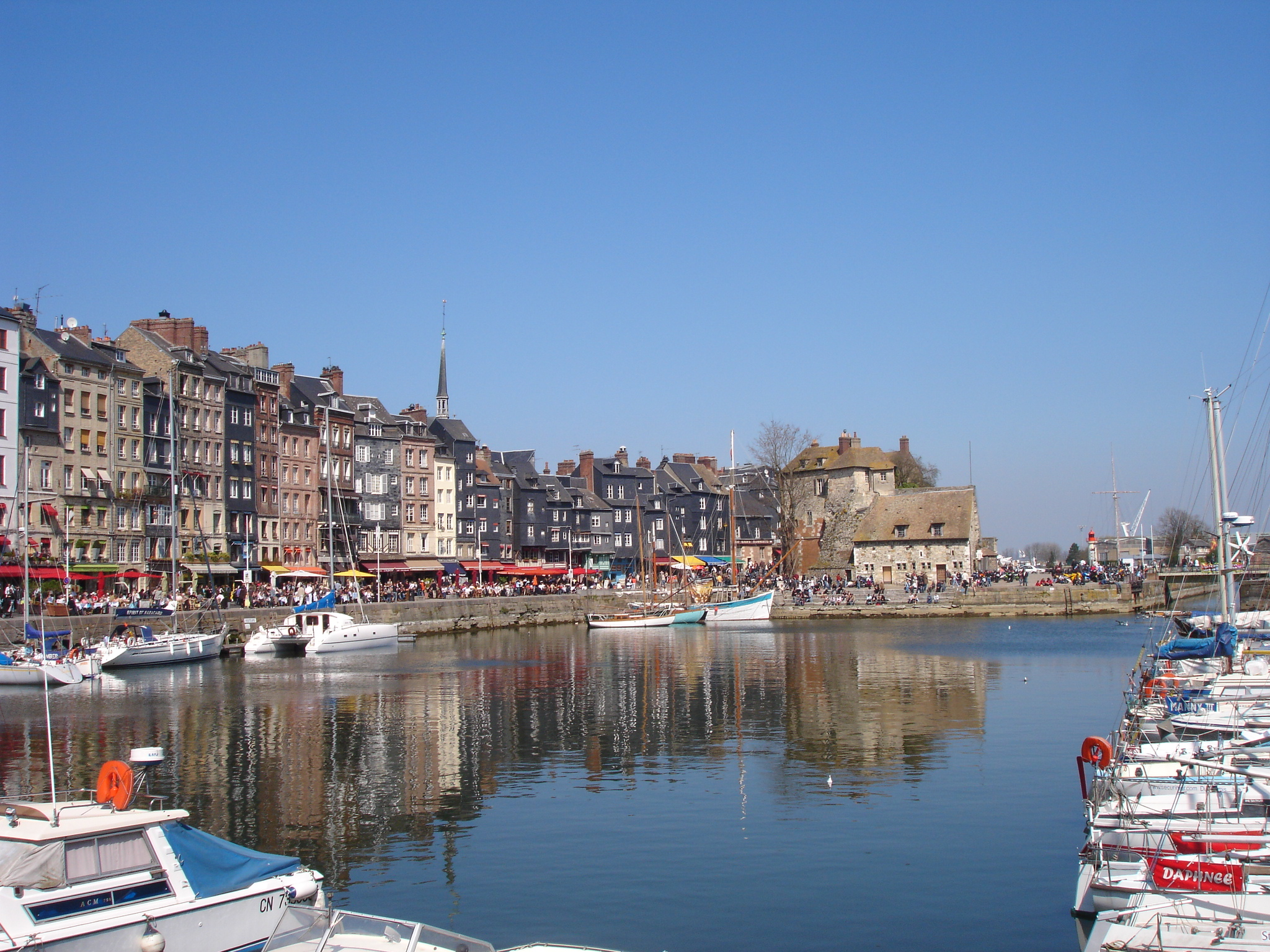
Haven van Honfleur
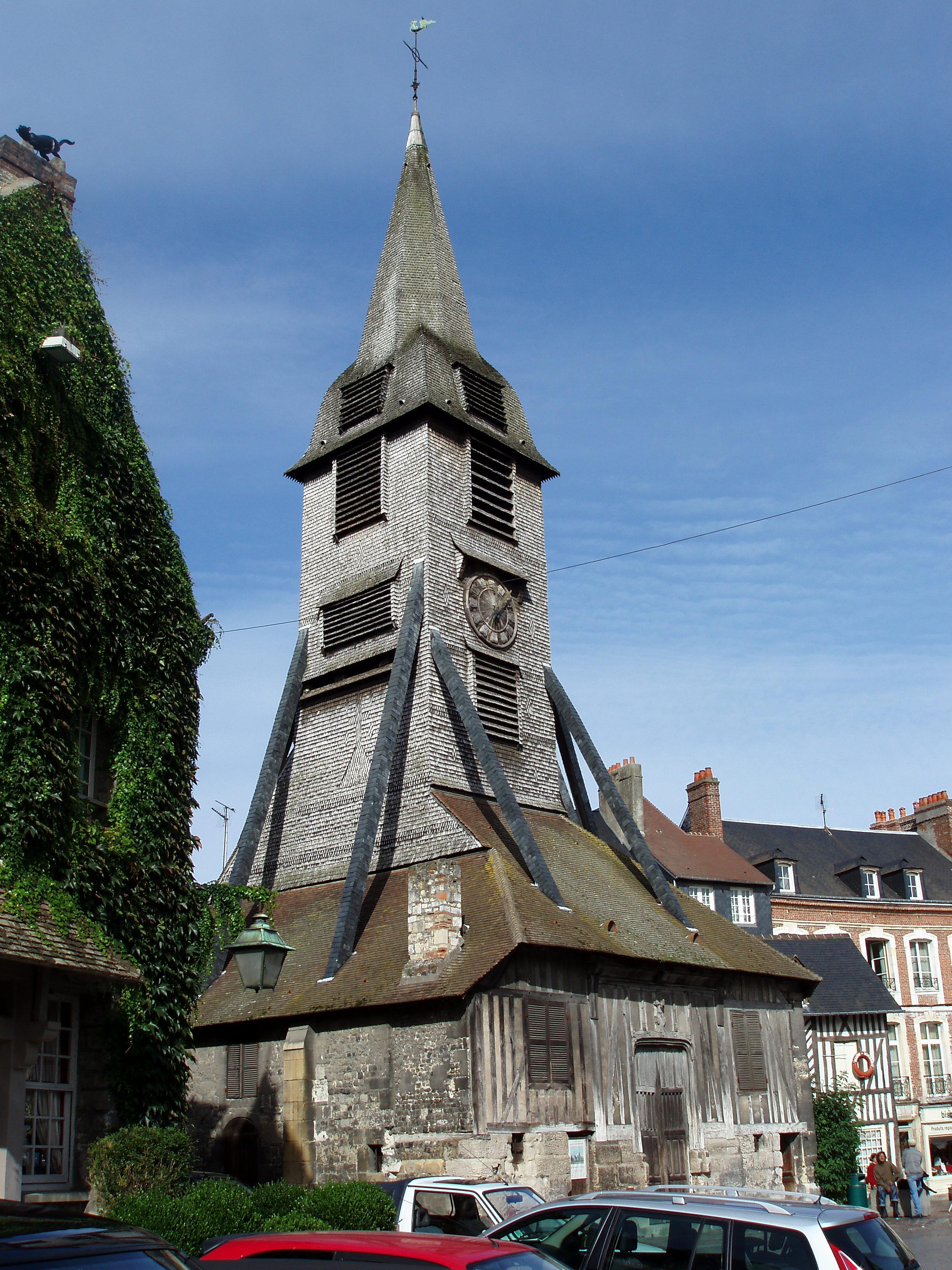
Klokkentoren van Sainte-Catherine
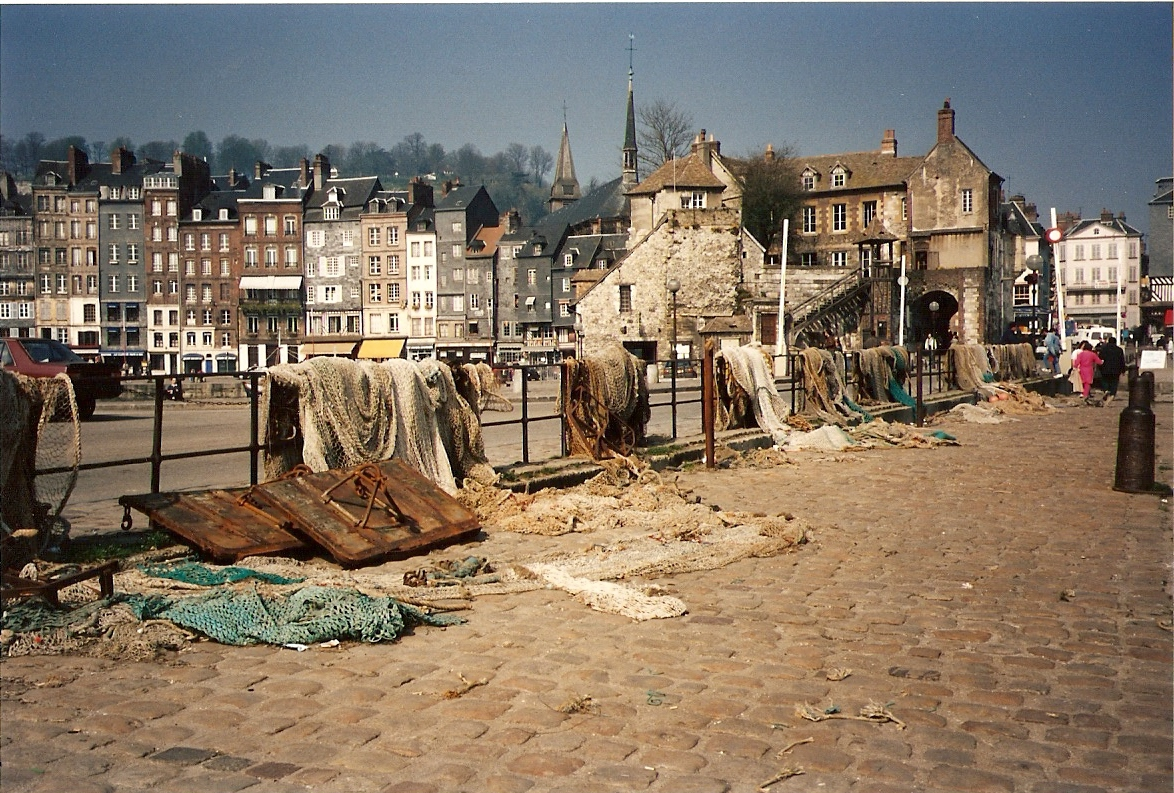
Honfleur